# Jardín Botánico de la Universidad Rey Saud
El Jardín Botánico de la Universidad Rey Saud, en inglés: King Saud University Botanic Garden (KSU), en árabe: جامعة الملك سعود', es una Estación Investigadora, y jardín botánico de 1 hectárea de extensión (que se proyecta ampliar), que se encuentra en Riad (Arabia Saudita). 
Este jardín botánico depende administrativamente de la Universidad Rey Saud.
El código de reconocimiento internacional del King Saud University Botanic Garden como institución botánica (en el Botanical Gardens Conservation International - BGCI), así como las siglas de su herbario es KSU.

## Localización
King Saud University Botanic Garden, College of Science, Department of Botany and Microbiology, Riad 11451 Arabia Saudita.
Planos y vistas satelitales.24°43′19.2″N 46°37′37.2″E / 24.722000, 46.627000
- Promedio anual de lluvia: 120 mm
- Altitud: 800.00 m s. n. m.
- Área Total bajo cristal: 400 metros
- Área Total bajo sombra: 500 metros

## Historia
Fue creado en 1986, con la intención de proporcionar un lugar de experimentación e investigación de la Flora de la península arábiga, para los estudiantes y especialistas de la Universidad Rey Saud.
Abrió sus puertas en 1994.

## Colecciones
El jardín botánico que se encuentra en el campus de la Universidad Rey Saud, con la intención de proteger las plantas raras y en peligro de la península arábiga. 
Aunque el jardín está para los propósitos prácticos de los estudiantes, la idea es de crear esta institución con fines educativos de la población en general para concienciarla en la importancia de los jardines botánicos como lugar de preservación y propagación de especies vegetales y para persuadir a arquitectos de paisaje y autoridades municipales para utilizar las plantas nativas en sus plantaciones.
Entre sus colecciones destacan:
- Colección de plantas vivas de la península arábiga, con 150 taxones, aunque son principalmente de la región central de Arabia Saudita, también hay varias especies de la región del suroeste y de otras partes del reino.
- Desde el año 2006 y en colaboración con jardines botánicos de Australia, se está conformando una sección de plantas del desierto australiano.

## Actividades y equipamientos
El jardín botánico cuyo director es el Profesor Dr. Khalid Al-Hamoudi tiene actualmente un equipo de 8 profesionales de alta cualificación y de 23 trabajadores, además:
- Biblioteca, con acceso a la biblioteca de "KSU" con unos 1.5 millones de volúmenes.
- Herbario, con 30000 especímenes de las zonas desérticas.[3]
- Estación experimental ("Experimental Field Station") en Muzahmia, a 50 km al oeste de Riad.
- Numerosas publicaciones a nivel internacional de Textos, manuales, informes, hojas de trabajos.
- Campañas de reforestación con especies autóctonas de la península arábiga (1990),
- Programa de Monitorización mediante medios tecnológicos de control de la desertización (1993)

Sus temas de estudio son la desertificación, la silvicultura en medios áridos, monitorización en medios remotos, recursos naturales renovables, medio ambiente, ecología, gerencia del medio.